# Strada statale 347 del Passo Cereda e Passo Duran
La strada statale 347 del Passo Cereda e Passo Duran (SS 347), in Veneto strada provinciale 347 del Passo Cereda e Passo Duran (SP 347), è una strada statale e provinciale italiana. È una strada di montagna che inizia a Fiera di Primiero, in provincia di Trento e termina a Venas di Cadore, in provincia di Belluno. Nel corso del suo tragitto supera diversi valichi alpini, tra cui il passo Cereda e il passo Duran, da cui l'arteria prende il nome.

## Percorso

### Da Fiera di Primero ad Agordo
Inizia a Fiera di Primiero, dalla strada statale 50 del Grappa e del Passo Rolle. Appena passata Tonadico inizia la salita per il passo Cereda, che si raggiunge con una serie di tornanti. Appena scesi dal passo Cereda entra nella valle del Mis, in provincia di Belluno.
Il primo comune che attraversa appena entrati in provincia di Belluno è Gosaldo e, appena superato, sale verso la forcella Aurine per entrare nell'Agordino. Scende dal passo superando 4 tornanti ed entra nel comune di Voltago Agordino, poi in comune di Agordo dove incrocia prima la SR 203 var, la tangenziale di Agordo, e poi entra nella SR 203 Agordina.

### Da Agordo a Forno di Zoldo

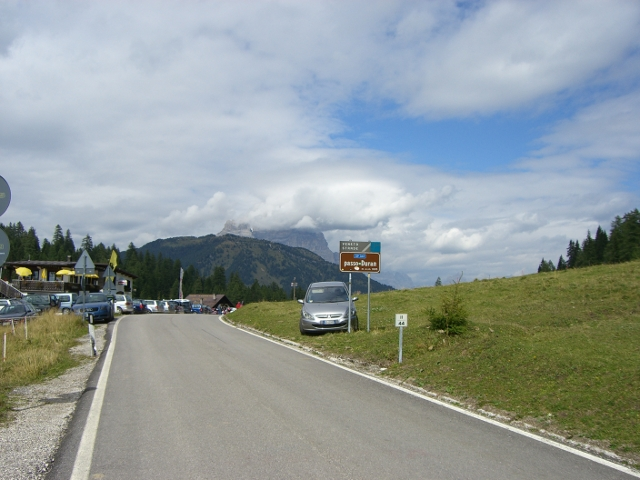
Il passo Duran, uno dei valichi alpini attraversati dall'arteria

Uscita dalla ex strada statale 203 Agordina entra nel comune di La Valle Agordina, dove inizia la scalata per il passo Duran. Scesa dal passo Duran entra in Val di Zoldo, nell'omonimo comune, poi nel comune di Forno di Zoldo, nella frazione di Dont, dove entra nella ex strada statale 251 della Val di Zoldo e Val Cellina, ora Strada Provinciale (SP 251).

### Da Forno di Zoldo a Venas di Cadore
La strada statale riprende a Forno di Zoldo puntando verso nord, poi verso destra. Qui inizia la lunga salita (10 km) verso il passo Cibiana. Successivamente la strada per scendere da esso supera una discreta serie di tornanti. Scesa dal passo Cibiana, la strada entra in Cadore, nella valle del Boite, nel comune di Cibiana di Cadore. Superata Cibiana di Cadore inizia il tratto conclusivo della strada che termina a Venas di Cadore in comune di Valle di Cadore, innestandosi nella strada statale 51 di Alemagna.

## Gestione
In seguito al decreto legislativo 2 settembre 1997, n° 320, dal 1º luglio 1998, la gestione del tratto trentino è passata dall'ANAS alla Provincia autonoma di Trento. Quest'ultima ha lasciato la classificazione e la sigla di statale (SS) alla strada, poiché non si tratta di un trasferimento dal demanio dello Stato a quello delle Regioni, ma di una delega in materia di viabilità e pertanto la titolarità resta sempre in capo allo Stato.
In seguito invece al decreto legislativo n. 112 del 1998, dal 1º ottobre 2001, la gestione del tratto veneto è passata alla Regione Veneto che ha provveduto al trasferimento al demanio della Provincia di Belluno; dal 20 dicembre 2002 la gestione della tratta è passata alla società Veneto Strade.